# Aeroportul Heriberto Gíl Martínez
Aeroportul Heriberto Gíl Martínez (IATA: ULQ, ICAO: SKUL) este un aeroport din Valle del Cauca⁠(d), Columbia ce deservește zona Tuluá⁠(d). Aeroportul a fost tranzitat în 2021 de 547 de pasageri. A fost numit după Heriberto Gil Martínez⁠(d).
Situat la o altitudine de 955 m, aeroportul dispune de o singură pistă.